# Mistrovství Evropy v orientačním běhu 2014
10. Mistrovství Evropy v orientačním běhu proběhlo ve Portugalsku s centrem v provincii Setúbal, cca 25 km od Lisabonu. Mistrovství se konalo od 10. do 16. dubna 2014. Hlavními pořadateli byla Portugalská federace orientačního běhu (POF). Mistrovství proběhlo v blízkosti měst Sesimbara, Palmela a Águas de Moura. Šampionát zahrnoval kompletní program disciplín včetně sprintu, krátké trati (middlu), dlouhé trati (longu) i štafetového závodu. Závodníci soutěžili v technicky náročných terénech typických pro portugalskou krajinu, kombinujících středomořskou vegetaci se skalnatými pasážemi. Dominanovali švýcarští závodníci, především Daniel Hubmann a Judith Wyderová, kteří získali po dvou zlatých medailích, potvrdilo se tak jejich výjimečné postavení ve světovém orientačním běhu. Souběžně s hlavním šampionátem probíhalo také Mistrovství Evropy v Trail Orienteeringu (ETOC), které je specializovanou disciplínou zaměřenou na přesnost při čtení mapy bez fyzického běhu. Tato disciplína je přístupná i pro závodníky s fyzickým hendikepem.

## Program závodů
Program mistrovství byl pečlivě sestaven v souladu s pravidly Mezinárodní federace orientačního běhu (IOF). Zahájení šampionátu proběhlo 10. dubna kvalifikačními závody v disciplíně Middle ve středisku Meco North. Následující den, 11. dubna, se konala kvalifikace na dlouhou trať (Long) v lokalitě Meco South. Sprint, nejkratší a divácky nejatraktivnější disciplína, měl svou kvalifikaci 12. dubna v oblasti Sesimbra East. Finálové závody začaly 13. dubna sprintovým finále v historickém městě Palmela. V lokalitě Marateca se pak odehrály zbývající vrcholy šampionátu: 14. dubna finále Middle, 15. dubna finále Long a 16. dubna závody štafet, které celý šampionát zakončily.
V rámci evropského šampionátu v orientačním běhu v Portugalsku proběhlo rovněž Mistrovství Evropy v Trail Orienteeringu (ETOC). Tato specifická varianta orientačních sportů neklade důraz na rychlost pohybu, ale zaměřuje se výhradně na preciznost mapové interpretace a přesnou analýzu terénu. Právě díky tomu, že v trail-o není vyžadován běh ani rychlý pohyb v terénu, jde o jedinečnou disciplínu, která umožňuje rovnocennou účast sportovců s tělesným hendikepem vedle závodníků bez pohybového omezení.
Program Mistrovství Evropy byl zveřejněn v souladu s Pravidly IOF v Bulletinu číslo čtyři:
| Palmela Centrum Mistrovství Evropy 2014 PORTUGALSKO | Den       | Závod                | Centrum závodu |
| --------------------------------------------------- | --------- | -------------------- | -------------- |
| Palmela Centrum Mistrovství Evropy 2014 PORTUGALSKO | 10. dubna | Kvalifikace – Middle | Meco North     |
| Palmela Centrum Mistrovství Evropy 2014 PORTUGALSKO | 11. dubna | Kvalifikace – Long   | Meco South     |
| Palmela Centrum Mistrovství Evropy 2014 PORTUGALSKO | 12. dubna | Kvalifikace – Sprint | Sesimbra East  |
| Palmela Centrum Mistrovství Evropy 2014 PORTUGALSKO | 13. dubna | Finále – Sprint      | Palmela        |
| Palmela Centrum Mistrovství Evropy 2014 PORTUGALSKO | 14. dubna | Finále – Middle      | Marateca       |
| Palmela Centrum Mistrovství Evropy 2014 PORTUGALSKO | 15. dubna | Finále – Long        | Marateca       |
| Palmela Centrum Mistrovství Evropy 2014 PORTUGALSKO | 16. dubna | Štafety              | Marateca       |

## Účastníci
Mistrovství Evropy v orientačním běhu 2014 se zúčastnili sportovci z 30 členských výprav Mezinárodní federace orientačního běhu. Celkem startovalo 312 závodníků, z toho 181 mužů a 131 žen.
- Austrálie (2+2)
- Rakousko (7+5)
- Ázerbájdžán (5+0)
- Bělorusko (3+1)
- Belgie (6+0)
- Bulharsko (3+0)
- Kanada (0+0)
- Česko (6+7)
- Dánsko (7+7)
- Estonsko (7+7)
- Finsko (13+10)
- Francie (6+6)
- Německo (3+3)
- Spojené království (13+10)
- Maďarsko (1+1)
- Irsko (6+3)
- Izrael (3+1)
- Itálie (7+4)
- Lotyšsko (8+3)
- Litva (4+4)
- Norsko (9+7)
- Polsko (3+1)
- Rumunsko (3+0)
- Rusko (10+10)
- Španělsko (0+0)
- Švýcarsko (8+8)
- Švédsko (12+10)
- Ukrajina (9+5)
- Nový Zéland (1+1)
- Portugalsko (9+9)

Poznámka: Čísla v závorkách označují počet mužů a žen v jednotlivých výpravách.

## Sprint

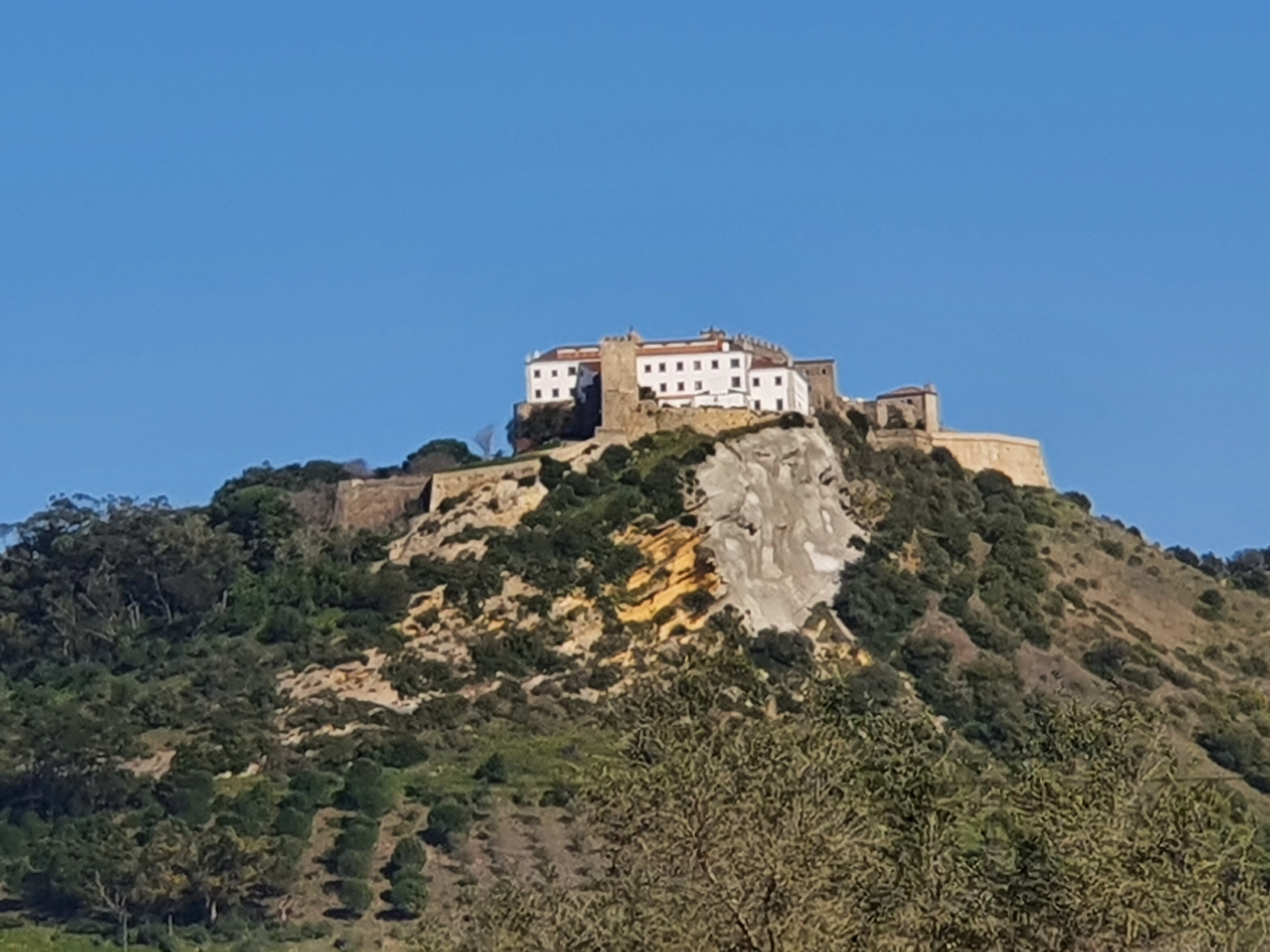
Součástí sprintu byl výběh na Castelo de Palmela

Sprint se konal 13. dubna 2014 v historickém městě Palmela. Trať měřila 2,8 km s 22 kontrolami a převýšením 90 metrů pro muže, respektive 2,3 km s 19 kontrolami a převýšením 75 metrů pro ženy. Křivolaká síť komunikací, velké převýšení a místní hrad se postaraly o technicky náročný a postupově atraktivní závod. Vítězem v mužské kategorii se stal Jonas Leandersson ze Švédska s časem 14:25 minut. Stříbrnou medaili vybojoval jeho krajan Jerker Lysell, který ztratil 9 sekund na vítěze. Bronz získal Martin Hubmann ze Švýcarska se ztrátou 10 sekund. V ženské kategorii zvítězila Judith Wyderová ze Švýcarska s časem 15:29 minut. Druhé místo obsadila Nadija Wolynska z Ukrajiny se ztrátou pouhých 2 sekund a třetí skončila Julia Gross ze Švýcarska, která zaostala za vítězkou o 17 sekund. Nejlepší českou závodnicí byla devatenáctá Iveta Duchová. Z českých závodníků se nejlépe umístil Vojtěch Král, který obsadil deváté místo se ztrátou dvanácti vteřin na bronzovou medaili.
Zásadním momentem z pohledu české reprezentace byla situace u 17.-18. kontroly, která pravděpodobně připravila českého reprezentanta Vojtěcha Krále o medaili. Král, který před tímto postupem držel na trati výbornou pozici (byl druhý při seběhu k divácké kontrole a třetí na samotném průběhu), zde ztratil cenné vteřiny kvůli neoptimální volbě postupu.
| Zkrácené výsledky                                                        | Zkrácené výsledky                                                        | Zkrácené výsledky                                                        | Zkrácené výsledky                                                        | Zkrácené výsledky                                                        | Zkrácené výsledky                                                        | Zkrácené výsledky                                                        | Zkrácené výsledky                                                        | Zkrácené výsledky                                                        | Zkrácené výsledky                                                        |
| Muži                                                                     | Muži                                                                     | Muži                                                                     | Muži                                                                     | Muži                                                                     | Ženy                                                                     | Ženy                                                                     | Ženy                                                                     | Ženy                                                                     | Ženy                                                                     |
| ------------------------------------------------------------------------ | ------------------------------------------------------------------------ | ------------------------------------------------------------------------ | ------------------------------------------------------------------------ | ------------------------------------------------------------------------ | ------------------------------------------------------------------------ | ------------------------------------------------------------------------ | ------------------------------------------------------------------------ | ------------------------------------------------------------------------ | ------------------------------------------------------------------------ |
| - Traťové parametry: 2,8 km, 22 kontrol, 90 m převýšení - Mapa : Palmela | - Traťové parametry: 2,8 km, 22 kontrol, 90 m převýšení - Mapa : Palmela | - Traťové parametry: 2,8 km, 22 kontrol, 90 m převýšení - Mapa : Palmela | - Traťové parametry: 2,8 km, 22 kontrol, 90 m převýšení - Mapa : Palmela | - Traťové parametry: 2,8 km, 22 kontrol, 90 m převýšení - Mapa : Palmela | - Traťové parametry: 2,3 km, 19 kontrol, 75 m převýšení - Mapa : Palmela | - Traťové parametry: 2,3 km, 19 kontrol, 75 m převýšení - Mapa : Palmela | - Traťové parametry: 2,3 km, 19 kontrol, 75 m převýšení - Mapa : Palmela | - Traťové parametry: 2,3 km, 19 kontrol, 75 m převýšení - Mapa : Palmela | - Traťové parametry: 2,3 km, 19 kontrol, 75 m převýšení - Mapa : Palmela |
| Umístění                                                                 | Země                                                                     | Jméno a příjmení                                                         | Čas                                                                      | Ztráta                                                                   | Umístění                                                                 | Země                                                                     | Jméno a příjmení                                                         | Čas                                                                      | Ztráta                                                                   |
| Zlatá medaile                                                            | Švédsko                                                                  | Jonas Leandersson                                                        | 14:25 min                                                                | 0:00                                                                     | Zlatá medaile                                                            | Švýcarsko                                                                | Judith Wyder                                                             | 15:29 min                                                                | 0:00                                                                     |
| Stříbrná medaile                                                         | Švédsko                                                                  | Jerker Lysell                                                            | 14:34 min                                                                | +0:09                                                                    | Stříbrná medaile                                                         | Ukrajina                                                                 | Nadija Wolynska                                                          | 15:31 min                                                                | +0:02                                                                    |
| Bronzová medaile                                                         | Švýcarsko                                                                | Martin Hubmann                                                           | 14:35 min                                                                | +0:10                                                                    | Bronzová medaile                                                         | Švýcarsko                                                                | Julia Gross                                                              | 15:46 min                                                                | +0:17                                                                    |
| 4.                                                                       | Švýcarsko                                                                | Daniel Hubmann                                                           | 14:37 min                                                                | +0:12                                                                    | 4.                                                                       | Dánsko                                                                   | Emma Klingenberg                                                         | 15:47 min                                                                | +0:18                                                                    |
| 5.                                                                       | Švýcarsko                                                                | Matthias Kyburz                                                          | 14:38 min                                                                | +0:13                                                                    | 5.                                                                       | Švýcarsko                                                                | Rahel Friedrich                                                          | 15:57 min                                                                | +0:28                                                                    |
| 6.                                                                       | Spojené království                                                       | Kristian Jones                                                           | 14:40 min                                                                | +0:15                                                                    | 6.                                                                       | Dánsko                                                                   | Maja Alm                                                                 | 15:59 min                                                                | +0:30                                                                    |
| 7.                                                                       | Švýcarsko                                                                | Florian Howald                                                           | 14:44 min                                                                | +0:19                                                                    | 7.                                                                       | Švýcarsko                                                                | Sabine Hauswirth                                                         | 16:03 min                                                                | +0:34                                                                    |
| 8.                                                                       | Norsko                                                                   | Øystein Kvaal Østerbø                                                    | 14:46 min                                                                | +0:21                                                                    | 8.                                                                       | Švýcarsko                                                                | Ines Brodmann                                                            | 16:12 min                                                                | +0:43                                                                    |
| Oficiální výsledky (Archiv IOF)                                          |                                                                          |                                                                          |                                                                          |                                                                          |                                                                          |                                                                          |                                                                          |                                                                          |                                                                          |

## Middle
Závod na krátké trati (middle) se konal 14. dubna 2014 v lokalitě Marateca. Kvalifikace, která měla proběhnout 10. dubna ve středisku Meco North, byla původně poznamenána organizačními problémy a musela být zrušena kvůli nesedící mapě a špatně postaveným kontrolám. Po sérii protestů a protiprotestů nakonec startovali ve finálovém závodě všichni přihlášení závodníci, celkem 117 mužů a 96 žen. Závod byl veden v otevřeném terénu, který kladl minimální odpor, a vyžadoval především dobrý azimut a rychlé nohy. Vítězné tempo bylo velmi rychlé, lehce přesahující 4 minuty na kilometr. Trať měla 7,9 km s převýšením 180 metrů pro muže a 6,4 km s převýšením 140 metrů pro ženy.
V mužské kategorii se mistrem Evropy stal Daniel Hubmann ze Švýcarska s časem 32:23 minut. Stříbrnou medaili vybojoval jeho krajan Fabian Hertner se ztrátou 18 sekund. Bronz získal Thierry Gueorgiou z Francie s odstupem 41 sekund od vítěze. Nejlepším českým závodníkem byl Jan Procházka, který obsadil vynikající 4. místo se ztrátou 1:09 minuty na vítěze, což byl jeho nejlepší individuální výsledek v kariéře. Do elitní desítky se probojoval i druhý český reprezentant Vojtěch Král, který skončil desátý. V ženské kategorii zvítězila Signe Søes z Dánska s časem 30:45 minut. Druhé místo získala další Dánka Maja Alm se ztrátou 17 sekund a třetí skončila Tove Alexandersson ze Švédska, která zaostala za vítězkou o 18 sekund. Nejlepší českou závodnicí byla Eva Juřeníková, která doběhla na 21. místě se ztrátou 3:41 minuty.
| Výsledky Krátká trať (Middle)                                              | Výsledky Krátká trať (Middle)                                              | Výsledky Krátká trať (Middle)                                              | Výsledky Krátká trať (Middle)                                              | Výsledky Krátká trať (Middle)                                              | Výsledky Krátká trať (Middle)                                              | Výsledky Krátká trať (Middle)                                              | Výsledky Krátká trať (Middle)                                              | Výsledky Krátká trať (Middle)                                              | Výsledky Krátká trať (Middle)                                              |
| Muži                                                                       | Muži                                                                       | Muži                                                                       | Muži                                                                       | Muži                                                                       | Ženy                                                                       | Ženy                                                                       | Ženy                                                                       | Ženy                                                                       | Ženy                                                                       |
| -------------------------------------------------------------------------- | -------------------------------------------------------------------------- | -------------------------------------------------------------------------- | -------------------------------------------------------------------------- | -------------------------------------------------------------------------- | -------------------------------------------------------------------------- | -------------------------------------------------------------------------- | -------------------------------------------------------------------------- | -------------------------------------------------------------------------- | -------------------------------------------------------------------------- |
| - Traťové parametry: 7,9 km, 22 kontrol, 180 m převýšení - Mapa : Landeira | - Traťové parametry: 7,9 km, 22 kontrol, 180 m převýšení - Mapa : Landeira | - Traťové parametry: 7,9 km, 22 kontrol, 180 m převýšení - Mapa : Landeira | - Traťové parametry: 7,9 km, 22 kontrol, 180 m převýšení - Mapa : Landeira | - Traťové parametry: 7,9 km, 22 kontrol, 180 m převýšení - Mapa : Landeira | - Traťové parametry: 6,4 km, 17 kontrol, 140 m převýšení - Mapa : Landeira | - Traťové parametry: 6,4 km, 17 kontrol, 140 m převýšení - Mapa : Landeira | - Traťové parametry: 6,4 km, 17 kontrol, 140 m převýšení - Mapa : Landeira | - Traťové parametry: 6,4 km, 17 kontrol, 140 m převýšení - Mapa : Landeira | - Traťové parametry: 6,4 km, 17 kontrol, 140 m převýšení - Mapa : Landeira |
| Umístění                                                                   | Země                                                                       | Jméno a příjmení                                                           | Čas                                                                        | Ztráta                                                                     | Umístění                                                                   | Země                                                                       | Jméno a příjmení                                                           | Čas                                                                        | Ztráta                                                                     |
| Zlatá medaile                                                              | Švýcarsko                                                                  | Daniel Hubmann                                                             | 32:23 min                                                                  | 0:00                                                                       | Zlatá medaile                                                              | Dánsko                                                                     | Signe Søes                                                                 | 30:45 min                                                                  | 0:00                                                                       |
| Stříbrná medaile                                                           | Švýcarsko                                                                  | Fabian Hertner                                                             | 32:41 min                                                                  | +0:18                                                                      | Stříbrná medaile                                                           | Dánsko                                                                     | Maja Alm                                                                   | 31:02 min                                                                  | +0:17                                                                      |
| Bronzová medaile                                                           | Francie                                                                    | Thierry Gueorgiou                                                          | 33:04 min                                                                  | +0:41                                                                      | Bronzová medaile                                                           | Švédsko                                                                    | Tove Alexandersson                                                         | 31:03 min                                                                  | +0:18                                                                      |
| 4.                                                                         | Česko                                                                      | Jan Procházka                                                              | 33:32 min                                                                  | +1:09                                                                      | 4.                                                                         | Švédsko                                                                    | Lena Eliasson                                                              | 32:01 min                                                                  | +1:16                                                                      |
| 5.                                                                         | Lotyšsko                                                                   | Edgars Bertuks                                                             | 33:40 min                                                                  | +1:17                                                                      | 5.                                                                         | Švédsko                                                                    | Maria Magnusson                                                            | 32:41 min                                                                  | +1:56                                                                      |
| 6.                                                                         | Ukrajina                                                                   | Oleksandr Kratov                                                           | 33:52 min                                                                  | +1:29                                                                      | 6.                                                                         | Ukrajina                                                                   | Nadija Wolynska                                                            | 32:48 min                                                                  | +2:03                                                                      |
| 7.                                                                         | Estonsko                                                                   | Timo Sild                                                                  | 34:02 min                                                                  | +1:39                                                                      | 7.                                                                         | Švýcarsko                                                                  | Sabine Hauswirth                                                           | 32:53 min                                                                  | +2:08                                                                      |
| 8.                                                                         | Švýcarsko                                                                  | Baptiste Rollier                                                           | 34:08 min                                                                  | +1:45                                                                      | 8.                                                                         | Dánsko                                                                     | Ida Bobach                                                                 | 33:17 min                                                                  | +2:32                                                                      |
| Oficiální výsledky (Archiv IOF)                                            |                                                                            |                                                                            |                                                                            |                                                                            |                                                                            |                                                                            |                                                                            |                                                                            |                                                                            |

## Long
Závod na klasické trati proběhl 15. dubna 2014 v lokalitě Marateca. Mužská trať měřila 15,4 km s 33 kontrolami a převýšením 630 metrů, ženská pak 13,3 km s 23 kontrolami a převýšením 360 metrů. Obě tratě byly vedeny mapou s názvem Landeira. Pořadatelé museli řešit vážný problém, když v předvečer závodu omylem unikly na internet mapy s finálovými tratěmi. Organizační tým byl nucen během noci pracovat na přípravě zcela nových tratí, což se díky zapojení několika dobrovolníků mimo závodní týmy nakonec podařilo a závod mohl proběhnout podle pravidel.
Mistrem Evropy se stal Daniel Hubmann ze Švýcarska s časem 1:30:23 hodin, který tak získal již své druhé zlato na tomto šampionátu po vítězství v middlu. Stříbrnou medaili vybojoval Olav Lundanes z Norska se ztrátou 25 sekund na vítěze. Bronz získal Fredrik Johansson ze Švédska s odstupem 27 sekund. V ženské kategorii zvítězila Judith Wyderová ze Švýcarska s časem 1:10:19 hodin, která tak dosáhla pozoruhodného double, když vyhrála sprintovou i nejdelší disciplínu. Druhé místo obsadila Svetlana Mironova z Ruska se ztrátou 1 minuty a 25 sekund, třetí doběhla Catherine Taylor z Velké Británie se ztrátou 2 minut a 25 sekund. V rámci taktické přípravy na závěrečné štafety někteří čeští reprezentanti do tohoto závodu nenastoupili, aby šetřili síly. Z českého pohledu byl závod na dlouhé trati úspěšný zejména díky Evě Juřeníkové, která obsadila výborné 8. místo se ztrátou 4 minut a 47 sekund na vítězku. V mužské kategorii byli nejlepšími Čechy Pavel Kubát na 25. místě a Štěpán Kodeda, který skončil hned za ním na 26. pozici.
| Výsledky Klasická trať (Long)                                               | Výsledky Klasická trať (Long)                                               | Výsledky Klasická trať (Long)                                               | Výsledky Klasická trať (Long)                                               | Výsledky Klasická trať (Long)                                               | Výsledky Klasická trať (Long)                                               | Výsledky Klasická trať (Long)                                               | Výsledky Klasická trať (Long)                                               | Výsledky Klasická trať (Long)                                               | Výsledky Klasická trať (Long)                                               |
| Muži                                                                        | Muži                                                                        | Muži                                                                        | Muži                                                                        | Muži                                                                        | Ženy                                                                        | Ženy                                                                        | Ženy                                                                        | Ženy                                                                        | Ženy                                                                        |
| --------------------------------------------------------------------------- | --------------------------------------------------------------------------- | --------------------------------------------------------------------------- | --------------------------------------------------------------------------- | --------------------------------------------------------------------------- | --------------------------------------------------------------------------- | --------------------------------------------------------------------------- | --------------------------------------------------------------------------- | --------------------------------------------------------------------------- | --------------------------------------------------------------------------- |
| - Traťové parametry: 15,4 km, 33 kontrol, 630 m převýšení - Mapa : Landeira | - Traťové parametry: 15,4 km, 33 kontrol, 630 m převýšení - Mapa : Landeira | - Traťové parametry: 15,4 km, 33 kontrol, 630 m převýšení - Mapa : Landeira | - Traťové parametry: 15,4 km, 33 kontrol, 630 m převýšení - Mapa : Landeira | - Traťové parametry: 15,4 km, 33 kontrol, 630 m převýšení - Mapa : Landeira | - Traťové parametry: 13,3 km, 23 kontrol, 360 m převýšení - Mapa : Landeira | - Traťové parametry: 13,3 km, 23 kontrol, 360 m převýšení - Mapa : Landeira | - Traťové parametry: 13,3 km, 23 kontrol, 360 m převýšení - Mapa : Landeira | - Traťové parametry: 13,3 km, 23 kontrol, 360 m převýšení - Mapa : Landeira | - Traťové parametry: 13,3 km, 23 kontrol, 360 m převýšení - Mapa : Landeira |
| Umístění                                                                    | Země                                                                        | Jméno a příjmení                                                            | Čas                                                                         | Ztráta                                                                      | Umístění                                                                    | Země                                                                        | Jméno a příjmení                                                            | Čas                                                                         | Ztráta                                                                      |
| Zlatá medaile                                                               | Švýcarsko                                                                   | Daniel Hubmann                                                              | 1:30:23 h                                                                   | 0:00                                                                        | Zlatá medaile                                                               | Švýcarsko                                                                   | Judith Wyder                                                                | 1:10:19 h                                                                   | 0:00                                                                        |
| Stříbrná medaile                                                            | Norsko                                                                      | Olav Lundanes                                                               | 1:30:48 h                                                                   | +0:25                                                                       | Stříbrná medaile                                                            | Rusko                                                                       | Swetlana Mironowa                                                           | 1:11:44 h                                                                   | +1:25                                                                       |
| Bronzová medaile                                                            | Švédsko                                                                     | Fredrik Johansson                                                           | 1:30:50 h                                                                   | +0:27                                                                       | Bronzová medaile                                                            | Spojené království                                                          | Catherine Taylor                                                            | 1:12:44 h                                                                   | +2:25                                                                       |
| 4.                                                                          | Švýcarsko                                                                   | Fabian Hertner                                                              | 1:30:56 h                                                                   | +0:33                                                                       | 4.                                                                          | Rusko                                                                       | Anastassija Tichonowa                                                       | 1:13:03 h                                                                   | +2:44                                                                       |
| 5.                                                                          | Francie                                                                     | Frédéric Tranchand                                                          | 1:32:04 h                                                                   | +1:41                                                                       | 5.                                                                          | Rusko                                                                       | Galina Winogradowa                                                          | 1:13:27 h                                                                   | +3:08                                                                       |
| 6.                                                                          | Švédsko                                                                     | William Lind                                                                | 1:32:59 h                                                                   | +2:36                                                                       | 6.                                                                          | Dánsko                                                                      | Signe Søes                                                                  | 1:13:30 h                                                                   | +3:11                                                                       |
| 7.                                                                          | Švédsko                                                                     | Oskar Sjoberg                                                               | 1:33:32 h                                                                   | +3:09                                                                       | 7.                                                                          | Švýcarsko                                                                   | Sarina Jenzer                                                               | 1:14:15 h                                                                   | +3:56                                                                       |
| 8.                                                                          | Finsko                                                                      | Jani Lakanen                                                                | 1:33:56 h                                                                   | +3:33                                                                       | 8.                                                                          | Česko                                                                       | Eva Juřeníková                                                              | 1:15:06 h                                                                   | +4:47                                                                       |
| Oficiální výsledky (Archiv IOF)                                             |                                                                             |                                                                             |                                                                             |                                                                             |                                                                             |                                                                             |                                                                             |                                                                             |                                                                             |

## Štafety
Závody štafet, které uzavíraly celé mistrovství, se konaly 16. dubna 2014 v lokalitě Marateca. V mužské kategorii se jednalo o čtyřčlenné týmy, v ženské kategorii o tříčlenné štafety. Závod se odehrával v podobném terénu jako předcházející finále middlu a longu, což závodníkům umožnilo využít zkušenosti z předchozích dní. V mužské kategorii vybojovalo zlaté medaile Švédsko ve složení Jonas Leandersson, Fredrik Johansson a Gustav Bergman. Stříbrné medaile získala česká štafeta ve složení Jan Petržela, Vojtěch Král a Jan Procházka. Bronz připadl Francii, jejíž barvy hájili Frédéric Tranchand, Lucas Basset a Thierry Gueorgiou.
Průběh mužského závodu byl dramatický od samého začátku. Jan Petržela na prvním úseku české štafety musel překonat nevýhodné větvení tratí, přesto se mu podařilo držet s vedoucí skupinou. Běžel převážně s ruským závodníkem Cvetkovem a švýcarským reprezentantem Rollierem, což mu pomohlo udržet vysoké tempo. Na druhém úseku pokračoval Vojtěch Král v solidním výkonu, přestože udělal několik drobných chyb. Pohyboval se ve skupině s oběma švýcarskými bratry Kyburzovými a ruským týmem. Do posledního úseku tak předával v pozici umožňující bojovat o medaile. Rozhodující boj o zlato svedli na posledním úseku Jan Procházka a Gustav Bergman ze Švédska. Švýcarský finišman Fabian Hertner i Rus Chramov se z bojů o medaile vyřadili chybami na trati. Procházka s Bergmanem běželi většinu úseku společně, přičemž český reprezentant byl přesvědčen, že bojují pouze o stříbro, protože si myslel, že Švýcaři jsou stále v čele. Teprve později zjistil, že jde o boj o zlatou medaili. V závěrečné fázi závodu však švédský závodník dokázal nasadit vyšší tempo a Jan Procházka udržel kontakt s ním až do sběrné kontroly, ale v cílové rovince už nedokázal švédského soupeře předstihnout.
V ženské kategorii zvítězilo Švýcarsko ve složení Julia Grossová, Sabine Hauswirthová a Judith Wyderová, která tak získala svou třetí zlatou medaili na tomto šampionátu. Stříbrné medaile si odneslo Švédsko (Lilian Forsgren, Karolin Olssonová, Alva Olssonová) a bronz putoval do Ruska zásluhou štafety ve složení Julia Novikovová, Irina Nybergová a Natalja Vinogradovová. Česká ženská štafeta skončila v redukovaném pořadí na desátém místě. Zisk stříbrné medaile české mužské štafety představoval teprve třetí českou medaili z evropských šampionátů v historii. Navázala tak na stříbro z mužských štafet z Ukrajiny 2000 (Lučan-Jedlička-Ropek) a stříbro Dany Šafka Brožkové z klasické trati v Bulharsku 2010.
| Zlatá medaile                | Švédsko (Jonas Leandersson, Fredrik Johansson, Gustav Bergman) | 1:48:27 | –     | Zlatá medaile    | Švýcarsko (Julia Grossová, Sabine Hauswirthová, Judith Wyderová)   | 1:33:00 | –     |
| Stříbrná medaile             | Česko (Jan Petržela, Vojtěch Král, Jan Procházka)              | 1:48:31 | +0:04 | Stříbrná medaile | Švédsko (Lilian Forsgrenová, Karolin Olssonová, Alva Olssonová)    | 1:34:40 | +1:40 |
| Bronzová medaile             | Francie (Frédéric Tranchand, Lucas Basset, Thierry Gueorgiou)  | 1:49:39 | +1:12 | Bronzová medaile | Rusko (Julia Novikovová, Irina Nybergová, Natalja Vinogradovová)   | 1:34:52 | +1:52 |
| 4.                           | Švýcarsko (Baptiste Rollier, Andreas Kyburz, Martin Hubmann)   | 1:49:49 | +1:22 | 4.               | Dánsko (Signe Søesová, Ida Bobachová, Maja Almová)                 | 1:35:11 | +2:11 |
| 5.                           | Velká Británie (Graham Gristwood, Ralph Street, Scott Fraser)  | 1:50:40 | +2:13 | 5.               | Estonsko (Liis Johansonová, Annika Rihmová, Evely Kaasikuová)      | 1:36:53 | +3:53 |
| 6.                           | Finsko (Pasi Ikonen, Tero Föhr, Mårten Boström)                | 1:50:45 | +2:18 | 6.               | Norsko (Heidi Bagstevoldová, Kamilla Olaussenová, Mari Fastingová) | 1:37:34 | +4:34 |
| 7.                           | Lotyšsko (Jānis Kūms, Artūrs Paulins, Edgars Bertuks)          | 1:51:03 | +2:36 | 7.               | Finsko (Sofia Haajanenová, Marika Teiniová, Venla Niemiová)        | 1:38:33 | +5:33 |
| 8.                           | Dánsko (Søren Bobach, Søren Schwartz Sørensen, Tue Lassen)     | 1:51:47 | +3:20 | 8.               | Francie (Céline Dodinová, Isia Bassetová, Amélie Chataingová)      | 1:40:00 | +7:00 |
| Oficiální výsledky (EOC2014) |                                                                |         |       |                  |                                                                    |         |       |

## Organizační problémy
Mistrovství Evropy v orientačním běhu 2014 se zapsalo do historie i řadou organizačních problémů a nedostatků. Již před samotným šampionátem měli závodníci potíže s nalezením závodní kanceláře kvůli nedostatečným informacím. Kvalifikační závody provázely komplikace, jako bylo nesprávné umístění některých kontrol nebo nedostatečný čas na přesun mezi předstartem a startem. Nejzávažnější situace nastala před závodem na klasické trati, kdy na internet unikly mapy s finálovými tratěmi a organizátoři byli nuceni během noci vytvořit zcela nové. Problematické byly také neaktuální mapy, chybějící závodníci ve startovce finále middlu, špatně vyznačené povinné postupy nebo absence definic zvláštních mapových symbolů. Trenér české reprezentace označil šampionát za "absurdní zážitek od začátku do konce" a kritizoval selhání mezinárodního pozorovatele (IOF advisora).

## Medailové pořadí podle zemí
Pořadí zúčastněných zemí podle získaných medailí v jednotlivých závodech mistrovství (tzv. olympijského hodnocení).
| Medailová klasifikace podle zemí | Medailová klasifikace podle zemí | Medailová klasifikace podle zemí | Medailová klasifikace podle zemí | Medailová klasifikace podle zemí | Medailová klasifikace podle zemí |
| Umístění                         | Země                             | Zlato                            | Stříbro                          | Bronz                            | Součet                           |
| -------------------------------- | -------------------------------- | -------------------------------- | -------------------------------- | -------------------------------- | -------------------------------- |
|                                  | Švýcarsko                        | 5                                | 1                                | 2                                | 8                                |
|                                  | Švédsko                          | 2                                | 2                                | 2                                | 6                                |
|                                  | Dánsko                           | 1                                | 1                                | -                                | 2                                |
| 4.                               | Rusko                            | -                                | 1                                | 1                                | 2                                |
| 5.                               | Česko                            | -                                | 1                                | -                                | 1                                |
| 5.                               | Norsko                           | -                                | 1                                | -                                | 1                                |
| 5.                               | Ukrajina                         | -                                | 1                                | -                                | 1                                |
| 8.                               | Francie                          | -                                | -                                | 2                                | 2                                |
| 9.                               | Spojené království               | -                                | -                                | 1                                | 1                                |